# Les Trois Gros
Pour plus de détails, voir Fiche technique et Distribution.
Les Trois Gros (en russe : Три толстяка, Tri tolstyaka) est un film pour enfants soviétique, réalisé par Alexeï Batalov en 1966. Il est adapté du conte éponyme de Iouri Olecha écrit en 1924.  

## Fiche technique
- Titre : Les Trois Gros
- Réalisation : Alexeï Batalov et Iossif Chapiro (ru)
- Scénario : Alexeï Batalov, Mikhaïl Ardov d'après le conte de Yuriy Olesha
- Photographie : Suren Shakhbazyan
- Caméra : Aleksandr Dibrivny
- Compositeur : Nikolai Sidelnikov (en)
- Direction artistique : Bella Manevitch
- Son : Boris Antonov
- Directeur du film : Mikhaïl Chostak
- Montage : Raïssa Izakson
- Production : Lenfilm
- Genre : film d'aventures, film pour enfants
- Langue : russe
- Durée : 85 minutes
- Pays : URSS
- Sortie : 18 novembre 1966

## Distribution
- Alexeï Batalov : Tibulle
- Lina Braknytė : Souok
- Valentin Nikouline : Dr Gaspard Arneri
- Rina Zelionaïa : tante Hanimed
- Roman Filippov : Prospero
- Aleksandr Orlov : clown Auguste
- Sergueï Koulaguine : le Gros
- Evgueni Morgounov : le Gros
- Boris Khristoforov : le Gros
- Pavel Louspekaïev : général Karaska
- Boris Ardov : capitaine Bonaventure
- Nikolaï Valiano : chancelier
- Nikolaï Karnaukhov : vendeur de ballons
- Viktor Sergatchev : professeur de danse
- Valery Zolotoukhine : officier